# Згорнє Горє
Згорнє Горє (словен. Zgornje Gorje) — поселення в общині Горє, Горенський регіон, Словенія. Висота над рівнем моря: 608,8 м.